# Buslinjer i Paris
Buslinjerne i Paris dækker tilsammen den franske hovedstad Paris og den centrale del af Paris' metropolområde (aire urbaine). De udgør en vigtig del af det offentlige transportnetværk i regionen Île-de-France og organiseres og finansieres af STIF – Syndicat des transports d'Île-de-France.
Linjerne i det centrale Paris og de nærmest liggende forstæder betjenes for størstedelens vedkommende af RATP – Régie autonome des transports parisiens. De andre linjer, som først og fremmest opererer i de mellemste og ydre forstæder, betjenes af uafhængige operatører, som er grupperet i organisationen Optile – (Organisation professionnelle des transports d'Île-de-France).
Fra en begyndelse i 1906 erstattede de motoriserede busser hurtigt de tidligere hestetrukne busser på grund af deres større hastighed og bedre komfort. Da de fleste af Paris' sporvogne forsvandt i løbet af 1930'erne og den sidste linje blev nedlagt i 1957, var busserne den eneste offentlige transportform over jorden i Paris indtil 2006. Efter nogle vanskelige år fra 1970'erne, hvor transportformerne ændrede sig, og hvor der blev stadig større køproblemer på gaderne, har busserne oplevet en langsom, men stigende opblomstring efter at der er indført busbaner, som har øget rejsehastigheden, oprettet nye lokallinjer og gennemført en kvalitetsmærkning: Mobilien.

## Historie

### Omnibusser
Blaise Pascal indførte som den første offentlig transport i Paris fra 1662. Han modtog tilladelse fra kongen, Ludvig 14., til at oprette et selskab, som skulle drive 5 ruter med offentlige diligencer. Den første linje åbnedes 18. marts mellem Luxembourg og Porte Saint-Antoine og betjentes af syv køretøjer. Fem yderligere linjer blev åbnet mellem april og juli 1662, men rådede hver kun over tre vogne med 8 sæder. Initiativet var måske forud for sin tid, for efter at være pålagt restriktioner fra Parlement de Paris, som forbød arbejdere og soldater at benytte dem, samt efter prisforhøjelser på rejser, indstilledes de igen efter femten år.
Der gik næsten 150 år, før der igen blev etableret et offentligt transportsystem i hovedstaden. De første såkaldte omnibusser viste sig i 1828 med ti regelmæssige linjer, som opnåede en øjeblikkelig succes ved at befordre toenhalv million rejsende i løbet af de første seks måneder. Fra 1830 drev ti selskaber nogle hundrede vogne på omkring fyrre linjer med meget malende navne: Omnibus, Dames réunies, Favorites, Béarnaises, Citadines, Gazelles, Excellentes, Hirondelles Parisiennes, Tricycles, Constantines og Batignollaises. Imidlertid fik forskellige magtkampe mellem selskaberne præfekten for departementet Seine til at sætte en stopper for systemet. Ved et kejserligt dekret skabtes den 22. februar 1855 CGO – Compagnie générale des omnibus, som fik monopol på at transportere rejsende med vogn i Paris, Vincennes og Courbevoie for en periode på tredive år,.
I 1902 havde Paris et begyndende system af undergrundsbaner – metroen, og over jorden var der talrige sporvognslinjer foruden 42 hestetrukne omnibuslinjer, som dannede et rutenet på 280 kilometer. Vognparken bestod af 684 vogne, hvortil der var opført 25 garager, og man rådede over 11.572 heste. På hver vogn var der foruden en kusk også en konduktør, som passagererne betalte rejsens pris til. Der blev ikke udstedt billet, medmindre der var tale om en rejse, hvor der skulle skiftes linje. 130 millioner rejsende benyttede dette år omnibusserne, mens sporvognene transporterede 600 millioner.

### De første busser
Ved biludstillingen i Paris i 1905 præsenteredes offentligheden for et revolutionerende nyt køretøj: Den benzindrevne bus.
Den første komplette buslinje i Paris indviedes den 11. juni 1906 og forbandt Montmartre med Saint-Germain-des-Prés (linje AM), en strækning på 5,8 kilometer. Den bustype, som CGO indsatte, var en Schneider Brillié P2, en dobbeltdækkerbus udvalgt efter en konkurrence og præsentation af 9 forskellige typer under biludstillingen i 1905, som fandt sted i Grand Palais. Denne bus, som havde en højde på 4,25 m og var 6,24 m lang, kunne befordre 32 personer (16 siddende i fri luft øverst, og 14 indenfor på nederste "dæk") og malet i en cremebrun farve. Dens øverste dæk blev senere forsynes med en overdækning til beskyttelse af passagererne, men overetagen udgik helt i version P3, som erstattede den oprindelige model løbende fra 1910 til den helt var forsvundet i 1912.
Den første linje blev hurtigt fulgt af adskillige flere :
- linje C fra Neuilly-sur-Seine til Hôtel de ville, åbnet den 20. august
- linje J fra Montmartre til Place Saint-Michel, åbnet 1. november
- linje I fra Pigalle til La Halle aux vins, åbnet den 20. januar 1907
- linje AL fra Porte d'Asnières til Montparnasse, åbnet den 24. marts
- linje H fra Avenue de Clichy til Odéonkvarteret
- linje A fra Gobelins til Notre-Dame-de-Lorette, åbnet den 30. juni.

De nye busser blev en øjeblikkelige succes. Deres fart og komfort blev rost, omend også de første kritikere påpegede den dårlige lugt af deres udstødningsgasser. I løbet af nogle år skete der adskillige moderniseringer, herunder installation af lys og opvarmning i busserne, og deres hastighed øgedes og nåede tæt på 20 km/t. Dermed var den hestetrukne transport hurtigt udkonkurreret. Den 11. januar 1913 kørte den sidste af typen på linje L mellem La Villette og Saint-Sulpice.
I 1910 udløb de koncessioner, som de forskellige selskaber havde fået. For at skabe en overskuelig organisation af transportsystemet blev der herefter kun givet koncession til et enkelt selskab, hvis økonomi bedømtes til at være tilstrækkelig god, nemlig CGO – la compagnie générale des omnibus. Ved et dekret af 31. maj 1910 fik det koncession til sporvogns- og busdriften i byen. I forstæderne blev transportnettet organiseret omkring de seks vigtigste selskaber, hvortil yderligere sluttedes selskaberne
"le Chemin de fer du bois de Boulogne" og Arpajonnais. Fra 1910 til 1914 gennemførte selskaberne betydningsfulde moderniseringer af driften. Billetteringen blev reformeret ved at fjerne omstigningsbilletter og skabe et takstsystem med zoner, hvor tariffen per zone var 10 centimer for rejse på anden klasse og 15 centimer på første klasse. GCO oprettede desuden afgange om aftenen og særlige afgange til teatre og til sportspladser og på særlige dage som Allehelgen (Toussaint), jul og nytår. Ligeledes betød de nye busser uden dobbeltdæk en bedre service for de rejsende.
I løbet af tre år steg passagertallet i Paris med 50% og indtægten med 18%. I 1914 omfattede CGO's net 923 km sporvognslinjer og 245 km buslinjer.

### 1. Verdenskrig
Fra 1. august 1914 rekvirerede de militære myndigheder alle busser, hvoraf 120 straks blev sendt til fronten. Nogle af dem deltog sammen med taxaerne i første slag ved Marne og derpå i slaget ved Somme og offensiven ved Verdun. Men transportsituationen i Paris blev vanskelig, og flere kvarterer var helt uden offentlige transportmuligheder. De vigtigste linjer sattes dog i drift igen ifølge en autorisation fra krigsministeren. I juni 1916 sattes linjen fra le Madeleine til Bastille i gang med kvindeligt personale og derpå også Saint-Lazare – Place Saint-Michel i august.
I 1918 var der kun i alt 100 busser til rådighed, og i 1919 var kun 25 af de 43 linjer fra før krigen i drift. Levering af nye busser af typen Schneider H tillod dog en gradvis igangsættelse af linjer, men stigende omkostninger og det forhold, at taksterne var fastlåst til niveauet i 1913 betød en stadig mere kritisk økonomisk situation for selskaberne, og netop som de begyndte at løse dette problem, udbrød en generalstrejke med krav om lønforhøjelser. Selskaberne imødekom disse krav, hvilket yderligere forværrede deres økonomiske tilstand. Stillet over for denne situation godkendte præfekten for Seine-departementet en takstforhøjelse i 1919 og en yderligere forhøjelse i 1920. Koncessionssystemet stod ikke desto mindre over for en stadig større udfordring.

### Parisregionens offentlige transportselskab
Efter utilfredshed med selskaberne blandt passagerer og personale oprettedes en enhedsorganisation for den samlede transport over jorden i Paris. Den placeredes organisatorisk under departementet Seine. Et dekret godkendte en konvention af 25. december 1920 om at give eksklusivitet til busdriften i Paris i en periode fra 1. januar 1921 til 31. december 1950. Aftalen forudså, at departmentet skulle tilbagekøbe koncessionerne fra General Omnibus Company (CGO) og alle andre selskaber såsom Compagnie des chemins de fer nogentais og Paris' sporveje.
Ansvaret for driften overgik til STCRP – Société des transports en commun de la région parisienne, og selskabet foretog en hurtig modernisering af materiellet, idet man i 1923 satte bustype Schneider H6, som havde større kapacitet og elektrisk belysning, i drift på linje E, Madeleine – Bastille. I 1925 transporterede selskabet 345 millioner rejsende med bus, og STCRP besluttede i 1929 at udstyre alle busser med gummidæk, så de bedre kunne konkurrere med metroen i komfortmæssig henseende.
I midten af 1920'erne gav den øgede biltrafik en magtfuld lobby af olie- og automobilindustrien lejlighed til et stærkt angreb på sporvognene, som man anså for at være gammeldags og generende. Som følger heraf nedlagde STCRP fra 1930 hurtigt mange sporvognslinjer og erstattede dem med buslinjer. Mens der i 1930 var 1.700 busser og 3.700 sporvogne, var der i 1934 kun 1.600 sporvogne mod 2.900 busser, og endelig var der i 1936 kun 348 sporvogne tilbage mod 3.600 busser. Den sidste parisiske sporvogn kørte i 1937, og de forsvandt også fra forstæderne i 1938, med undtagelse af sporvognslinje Versailles, som fortsatte til 1957. Sporvognenes remiser blev i denne forbindelse omdannet til busgarager: Mozart-remisen i 1930 og Montrouge-remisen i 1936.
Foruden sporvognslinjerne blev også Petite Ceinture-jernbanelinjen nedlagt. Efter beslutning i departementsrådet for Seine skabtes en ny buslinje til erstatning herfor i 1934, kaldet PC-linjen. Den blev straks en betydelig succes.

### 2. Verdenskrig
Den 23. august 1939 modtog STCRP en ordre om at afgive en stor del af sine busser til brug for transport af tropper. Det betød naturligvis en alvorlig reduktion i driftshyppigheden på linjerne. Alligevel opretholdtes en reduceret service, indtil der beordredes generalmobilisering, således at mellem 106 og 111 linjer var i drift til maj 1940.
Driften indstilledes helt ved de tyske troppers ankomst den 12, juni 1940, men den blev genoptaget i august, således at 44 linjer var i gang den 1. december, men STCRP måtte udvise betydelig kreativitet for at holde dem kørende i en tid med mangel på benzin. Køretøjerne blev ombygget til at køre på bygas, på alkohol og endelig på gas fra trækul, gengas. Men først kulmangel og derpå mangel på dæk reducerede igen antallet af busser, så der kun var 511 til rådighed for regelmæssig drift i begyndelsen af 1942.
I denne periode gennemførte Vichy-regeringen en fusion af transportsystemerne mellem land- og byområderne. En forordning lagde driften af buslinjerne ind under Paris' jernbaneselskab (Compagnie du chemin de fer métropolitain de Paris – CMP) 1. januar 1942. I realiteten fortsatte hvert selskab med at forsøge at drive sit rutenet med de begrænsede ressourcer, som var til rådighed, og der blev kun gennemført en harmonisering (kaldet modul U) af taksterne mellem busser, metro og forstædernes jernbanelinjer den 4. august 1941.
Manglen på brændstof fik de ansvarlige til at foretrække elektricitet som drivkraft, hvorved en ny transportform holdt sit indtog i Parisregionen: trolleybussen. To strækninger blev udstyret med disse, nemlig linjerne 63 (Pt Rd Petit Colombes – Porte de Champerret) og 64 (Colombes Sted Galilée – Porte de Champerret). På to yderligere linjer (183 Porte de Choisy – Choisy le Roi og 185 Porte d'Italie – Cimetière de Thiais eller Asile de Villejuif) blev der senere benyttet trolleybus (fra henholdsvis 1950 og 1953 til marts 1966). I dagene forud for befrielsen af Paris var bustrafikken helt afbrudt, men den kom langsomt i gang igen, omend kun en flåde på 500 busser stadig var i funktionsdygtig stand (ud af de 1.150, som endnu var tilbage af de 4.000, som havde været til rådighed i 1939).

### Genoprettelse af linjenettet
Den 3. januar 1945 udnævnte René Mayer, der var minister for offentlige arbejder, en midlertidig administrationschef som ansvarlig for den offentlige transport i Paris. Han fik til opgave – sammen med en rådgivende kommission – at sikre driften, indtil der kunne ske en juridisk nyordning af den offentlige transport. Det var en betragtelig opgave, for efter fem års krig var linjenettet helt uorganiseret, hovedparten af materiellet var forsvundet, garager og reparationsværksteder ødelagte, og det var vanskeligt at skaffe såvel brændstof som dæk til busserne.
Den første opgave var at genfinde de manglende busser, som befandt sig både i Frankrig og i udlandet. I løbet af de næste fire år fandt man lidt over 1.200, hvoraf lidt under halvdelen stadig kunne køre. Det centrale værksted, som var voldsomt beskadiget under bombardementerne i 1944, blev genopbygget. I begyndelsen af 1946 kunne derefter indsættes 1.000 busser på 11 linjer i selve Paris og 55 i forstæderne. Ved årets slutning var antallet af busser øget til 1.500, der betjente 30 linjer i Paris og 67 i forstæderne, og derpå fandtes i slutningen af 1948 2.000 busser på 38 linjer i Paris og 75 i forstæderne, dækkende et samlet vejnet på 964 kilometer.
Sideløbende hermed reorganiseredes netværket ved oprettelse af to særskilte zoner, en for byen Paris og en for forstæderne. I det centrale område blev linjerne tilrettelagt, så de supplerede metroen, gav adgang til de vigtigste seværdigheder, betjente områder med den dårligste metrodækning og aflastede den på afsnit, der havde størst trafikbelastning. I forstæderne etableredes radiale linjer som forlængelser af metrolinjerne og linjer, som gav forbindelse til de store banegårde. Disse strækninger suppleredes af ringlinjer mellem de forskellige forstadskommuner. Nummereringen af strækningerne i Paris blev ændret, så den afspejlede rutens geografiske forløb. Det første ciffer i det to-cifrede rutenummer angav herefter endestationen i Paris, mens det sidste ciffer angav endestationen i forstæderne.
De forskellige tiltag betød, at trafikken øgedes fra 600 millioner rejsende i 1946 til 900 millioner i 1948. Administrationen afgav bestilling på nye busser fra den opblomstrende bilindustri. Det drejede sig om 50 dieseldrevne busser til forstadsruterne, 50 trolleybusser, og især om 300 busser af en ny model: Somua 5 OP.
Den 1. januar 1949 modtog det nydannede RATP de nye busser og investerede fortsat så meget, som det var muligt i det vanskelige økonomisk klima efter krigen, under tæt opsyn af Paris' transportmyndighed, Office des Transports parisiens, som blev oprettet samtidig. Fra 1950 til 1962 øgedes busparken med 1.700 busser af typerne Somua, Chausson og Berliet. I september 1959 reorganiseredes transportmyndigheden igen ved oprettelse af Paris' transportunion – Union des Transports parisiens.
Alligevel lykkedes det ikke at bremse en stærk nedgang i passagertallet: Det faldt fra 852 millioner i 1960 til 501 millioner i 1973. Den vigtigste grund til faldet var den ekspontielle vækst i biltrafikken, som betød, at busserne jævnligt sad fast i trafikpropper med deraf følgende lavere gennemsnitshastighed (14 km/t i Paris og 10 km/t i forstæderne), hvilket gjorde transportformen mindre tiltrækkende.
Transportsystemet var dog fortsat vigtigt for at sikre en god dækning ud over metroen og betjene forstæderne. De styrende organer valgte derfor at gennemføre en politik til modernisering af busdriften. De første buskørebaner blev oprettet den 15. januar 1964, den første med en længde på kun 1.000 meter langs Seinebredden ved Louvre og Mégisserie. De første resultater heraf var opmuntrende, idet de kroniske forsinkelser reduceredes og den gennemsnitlige hastighed steg. Men der gjorde sig en vis tilbageholdenhed gældende, så der kun blev oprettet 410 m busbane i 1966 og 220 m i 1967. Der skete dog noget mere udvidelse i følgende år med 6,5 km i 1968 og 26 km i 1971
Samtidig udstyredes busserne med radiotelefoni, begyndende i maj 1972 og færdiginstalleret i 1979. Kvinder blev antaget som chauffører fra 1963, tyve år før de opnåede mulighed for at blive motorførere på jernbanerne. De forskellige tiltag bar frugt, så passagertallet steg til 526 millioner i 1974, men især skete der en bemærkelsesværdig stigning i 1976 efter indførelse af uge- og månedskortet, carte orange. Tallet steg med 31% og nåede næsten 680 millioner rejsende.
Fra slutningen af 1970'erne faldt det dog igen indtil 1982, hvor busserne fik glæde af RER-systemets udvidelse. I 1993 etableredes første buslinje, som helt havde sin egen buskørebane, Trans-Val-de-Marne (TVM).

## I dag: RATP-buslinjerne

### Oversigt
RATP (Régie autonome des transports parisiens) driver:
- Buslinjer i Paris intra muros, hvoraf
  - 57 er nummereret fra 20 til 96, mens
  - 8 har særlig identifikation, som PC1, PC3 (97, 99), Balabus (07), Montmartrobus (08), Traverse Charonne (501), Traverse Bièvre-Montsouris (513), Traverse Batignolles-Bichat (518) og Traverse Ney-Flandre (519).
- Specielle linjer, eksempelvis til lufthavnene.
- Bylinjer, fortrinsvis i forstadsbyer og normalt med økonomisk deltagelse af de berørte kommuner.
- Natbuslinjerne Noctilien.
- Mange buslinjer i forstæderne, nummereret fra 101 til 597, samt linjerne under busnettet Apolo 7.

### Paris-buslinjer
RATP driver som nævnt de "nummererede" linjer fra 20 til 96 i Paris intra muros.
Nummersystemet, som blev indført af Louis Lagarrigue, der da var kommende direktør for RATP, giver et vist logisk overblik over ruternes forløb.
For linjerne intra muros gælder, at første ciffer (tierne) svarer til en endestation i et bykvarter i centrum :
- 20 til 29 : Gare Saint-Lazare
- 30 til 39 : Gare de Paris-Est
- 40 til 49 : Gare du Nord
- 50 til 58 : sektoren République
- 60 til 69 : sektoren Gare de Lyon / Gare d'Austerlitz
- 70 til 79 : sektoren Hôtel de Ville / Châtelet
- 80 til 89 : sektoren Venstre Seinebred i almindelighed og mere specifikt Luxembourg
- 90 til 99 : Gare de Paris-Montparnasse

Det andet ciffer (enerne) svarer til et forstadskvarter :
- 2 : Sydvest (Venstre Seinebred – Porte d'Auteuil)
- 3 : Vest (Porte d'Auteuil – Porte de Champerret)
- 4 : Nordvest (Porte de Champerret – Porte de Montmartre)
- 5 : Nord og nordøst (Porte de Montmartre – Porte de Pantin)
- 6 : Øst (Porte de Pantin – Højre Seinebred)
- 7 : Sydøst (Venstre Seinebred – Porte de Gentilly)
- 8 : Syd (Porte de Gentilly – Porte de Versailles)
- 9 : Sydvest (Porte de Versailles – Venstre Seinebred)

Linjernes forløb er imidlertid ændret i tidens løb. Linje 38, som oprindeligt havde endestation på la Gare de l'Est, er blevet forlænget til Gare du Nord, mens endestationen for linje 47, der oprindeligt var Gare du Nord, er blevet flyttet til Gare de l'Est. Linje 81, der havde endestation i Luxembourg, stopper i øjeblikket ved Châtelet.
De specieller linjer udgøres dels af PC1, PC3 (97, 99), som hver dækker en tredjedel af Petite Ceinture-linjens tidligere bue på "marskalsboulevarderne", og dels af Balabus (07), Montmartrobus (08) til toppen af Montmartre og tre tværgående linjer: en i det 20. arrondissement (Charonne, 501), en anden i 13.- og 14. arrondissement (Bièvre-Montsouris, 513) og den sidste i 18.- og 19. arrondissement (Ney-Flandre, 519).
I 2005 havde Paris 196 km kørebaner med fortrinsret for busser, 72 km med afspærrede baner med adgang kun for busser, og 16 km busbaner, hvor busserne kører mod ensretningen af trafikken. Hastigheden for de buslinjer, som er blevet mærket "Mobilien" er fra 12 km/t mod 17 km/t i forstæderne.
Den gennemsnitlige længde af de buslinjerne i Paris er 9,6 km. Den længste linje er Balabus med 16,9 km, fulgt af rute 24 (Saint-Lazare – Maisons-Alfort) med 13,9 km. Den korteste linje er Montmartrobus (08), som er 3,15 km lang, fulgt af linje 66 (Opéra – Clichy Victor-Hugo), der er på 5 km.

#### Linjerne
| Linje                      | Endestation                                                                                               | Kører |
| -------------------------- | --- | --- |
| 20                         | Gare Saint-Lazare – Gare de Lyon                                                                          | Alle dage, også aften, på hele strækningen |
| 21                         | Gare Saint-Lazare – Stade Charléty-Porte de Gentilly sporvogn                                             | Alle dage, også aften, på hele strækningen |
| 22                         | Opéra – Porte de Saint-Cloud                                                                              | Fra mandag til lørdag på hele strækningen |
| 24                         | Gare Saint-Lazare – École Vétérinaire de Maisons-Alfort                                                   | Fra mandag til lørdag på hele strækningen; søndage og helligdage på strækningen Maubert-Mutualité – École Vétérinaire ; om aftenen (fra 21:30 til 0:30) på strækningen Gare d'Austerlitz – École Vétérinaire |
| 26                         | Gare Saint-Lazare – Nation                                                                                | Alle dage, også aften, på hele strækningen |
| 27                         | Gare Saint-Lazare – Porte d'Ivry-Claude Régaud                                                            | Alle dage, også aften, på hele strækningen |
| 28                         | Gare Saint-Lazare – Porte d'Orléans metro-sporvogn                                                        | Alle dage, også aften, (til 22:30) på hele strækningen |
| 29                         | Gare Saint-Lazare – Porte de Montempoivre                                                                 | Alle dage, undtagen aften, på hele strækningen |
| 30                         | Trocadéro – Gare de l'Est                                                                                 | Alle dage, også aften, (til 22:30) på hele strækningen |
| 31                         | Charles de Gaulle-Étoile – Gare de l'Est                                                                  | Alle dage, også aften, på hele strækningen |
| 32                         | Porte d'Auteuil – Gare de l'Est                                                                           | Fra mandag til lørdag på hele strækningen |
| 35                         | Gare de l'Est - Mairie d'Aubervilliers                                                                    | Alle dage, også aften, på hele strækningen |
| 38                         | Porte d'Orléans metro-sporvogn – Gare du Nord                                                             | Alle dage, også aften, på hele strækningen |
| 39                         | Issy-Val de Seine – Gare de l'Est                                                                         | Alle dage, også aften, (til 22:30) på hele strækningen |
| 42                         | Hôpital européen Georges-Pompidou – Gare du Nord                                                          | Alle dage, også aften, på hele strækningen |
| 43                         | Neuilly-Bagatelle – Gare du Nord                                                                          | Alle dage, også aften, på hele strækningen |
| 46                         | Gare du Nord – Château de Vincennes                                                                       | Alle dage, også aften, (til 22:30) på hele strækningen |
| 47                         | Gare de l'Est – Fort du Kremlin-Bicêtre                                                                   | Alle dage, også aften, på hele strækningen |
| 48                         | Palais Royal-Musée du Louvre – Porte des Lilas                                                            | Fra mandag til lørdag på hele strækningen |
| 52                         | Parc de Saint-Cloud – Opéra                                                                               | Alle dage, også aften, på hele strækningen (undtagen fra kl. 22 på strækningen Étoile – Parc de Saint-Cloud og fra kl. 23 på strækningen Étoile – Porte d'Auteuil                                            |
| 53                         | Pont de Levallois-Bécon – Opéra                                                                           | Fra mandag til lørdag på hele strækningen |
| 54                         | Gabriel Péri – Porte d'Aubervilliers                                                                      | Alle dage, også aften, på hele strækningen |
| 56                         | Porte de Clignancourt – Château de Vincennes                                                              | Fra mandag til lørdag på hele strækningen |
| 57                         | Arcueil-Laplace RER – Porte de Bagnolet-Louis Ganne                                                       | Alle dage, også aften, på hele strækningen |
| 58                         | Vanves-Lycée Michelet – Châtelet                                                                          | Alle dage, også aften, på hele strækningen (Sidste afgange : Vanves 22:30, Châtelet 23:10) |
| 60                         | Porte de Montmartre – Gambetta                                                                            | Alle dage, også aften, på hele strækningen |
| 61                         | Gare d'Austerlitz – Église de Pantin                                                                      | Alle dage, også aften, på hele strækningen |
| 62                         | Porte de Saint-Cloud – Bibliothèque François Mitterrand                                                   | Alle dage, også aften, på hele strækningen |
| 63                         | Gare de Lyon – Porte de la Muette                                                                         | Alle dage, også aften, på hele strækningen |
| 64                         | Place d'Italie- Gambetta                                                                                  | Alle dage, også aften, på hele strækningen |
| 65                         | Gare de Lyon – Porte de la Chapelle                                                                       | Alle dage, også aften, på hele strækningen |
| 66                         | Clichy-Victor Hugo – Opéra                                                                                | Alle dage, også aften, på hele strækningen |
| 67                         | Pigalle – Stade Charléty                                                                                  | Alle dage, også aften, på hele strækningen (undtagen mellem 23:20 og 0:30 på strækningen Stade Charléty – Châtelet)                                                                                          |
| 68                         | Place de Clichy – Châtillon-Montrouge                                                                     | Alle dage, også aften, på hele strækningen |
| 69                         | Champ de Mars – Gambetta                                                                                  | Fra mandag til lørdag på hele strækningen |
| 70                         | Radio France – Hôtel de Ville                                                                             | Fra mandag til lørdag på hele strækningen |
| 72                         | Parc de Saint-Cloud – Hôtel de Ville                                                                      | Alle dage, også aften, på hele strækningen (undtagen mellem 0:00 og 1:15 på strækningen Porte de Saint-Cloud – Parc de Saint-Cloud)                                                                          |
| 73                         | La Garenne-Colombes-Place de Belgique – Musée d'Orsay                                                     | Fra mandag til lørdag på hele strækningen |
| 74                         | Clichy-Berges de Seine – Hôtel de Ville                                                                   | Fra mandag til lørdag på hele strækningen ; søndage, helligdage og aftener på strækningen Clichy-Berges de Seine – Porte de Clichy                                                                           |
| 75                         | Pont Neuf – Porte de la Villette                                                                          | Alle dage, også aften, (til 22:30) på hele strækningen |
| 76                         | Louvre-Rivoli – Bagnolet-Louise Michel                                                                    | Alle dage, også aften, på hele strækningen |
| 80                         | Porte de Versailles – Rådhuset i 18. arrondissement-Jules Joffrin                                         | Alle dage, også aften, på hele strækningen |
| 81                         | Porte de Saint-Ouen – Châtelet                                                                            | Alle dage, også aften, på hele strækningen |
| 82                         | Neuilly-Hôpital Américain – Luxembourg                                                                    | Alle dage, undtagen aften, på hele strækningen |
| 83                         | Friedland-Haussmann – Porte d'Ivry-Claude Régaud                                                          | Alle dage, også aften, på hele strækningen |
| 84                         | Porte de Champerret – Panthéon                                                                            | Fra mandag til lørdag på hele strækningen. |
| 85                         | Mairie de Saint-Ouen – Luxembourg                                                                         | Fra mandag til lørdag til 23:15 på hele strækningen ; søndage, helligdage og aftener (fra 23:15 til 0:20) på strækningen Mairie de Saint-Ouen (borgmesterkontoret for 18. arrondissement) – Jules Joffrin    |
| 86                         | Saint-Germain-des-Prés – Saint-Mandé-Demi-Lune-Parc Zoologique                                            | Alle dage, undtagen aften, på hele strækningen |
| 87                         | Champ de Mars – Porte de Reuilly                                                                          | Fra mandag til lørdag på hele strækningen ; søn- og helligdage og aftener på strækningen Bastille – Porte de Reuilly                                                                                         |
| 88                         | Hôpital européen Georges-Pompidou – Montsouris-Tombe Issoire                                              | Alle dage, også aften, (til 22:30) på hele strækningen |
| 89                         | Gare de Vanves-Malakoff – Bibliothèque François Mitterrand                                                | Alle dage, også aften, (til 23:20) på hele strækningen |
| 91                         | Montparnasse 2 Gare TGV – Bastille                                                                        | Alle dage, også aften, på hele strækningen |
| 92                         | Porte de Champerret – Gare Montparnasse                                                                   | Alle dage, også aften, på hele strækningen |
| 93                         | Suresnes-De Gaulle – Invalides                                                                            | Fra mandag til lørdag på hele strækningen |
| 94                         | Levallois-Louison Bobet – Gare Montparnasse                                                               | Fra mandag til lørdag på hele strækningen ; søn- og helligdage på strækningen Levallois-L. Bobet – Gare Saint-Lazare (kører ikke altid om aftenen)                                                           |
| 95                         | Porte de Montmartre – Porte de Vanves metro-sporvogn                                                      | Alle dage, også aften, på hele strækningen |
| 96                         | Gare Montparnasse – Porte des Lilas                                                                       | Alle dage, også aften, på hele strækningen |
| PC1 (97)                   | Porte de Champerret – Pont du Garigliano Hôpital Européen Georges Pompidou-Boulevard Victor RER - Tramway | Alle dage, også aften, på hele strækningen |
| PC3 (99)                   | Porte Maillot – Porte des Lilas                                                                           | Alle dage, også aften, på hele strækningen |
| Balabus (07)               | La Défense – Gare de Lyon                                                                                 | fra april til september, søndage og fridage fra 12:30 til kl. 20 |
| Montmartrobus (08)         | Pigalle – Rådhuset for 18. arrondissement-Jules Joffrin                                                   | Alle dage, også aften, |
| Traverse Charonne (501)    | Gambetta (rundtur)                                                                                        | Alle dage, undtagen aften, på hele strækningen |
| Traverse Bièvre (513)      | Place de l'Abbé Georges Hénocque (rundtur)                                                                | Alle dage, undtagen aften, på hele strækningen |
| Traverse Ney-Flandre (519) | Porte d'Aubervilliers – Oberlé (rundtur)                                                                  | Alle dage, undtagen aften, på hele strækningen |

Note : Når en buslinje kører om aftenen, er det til omkring kl. 00:30, medmindre andet er anført.

### RATP-forstadsbuslinjer
RATP driver et stort antal buslinjer i forstæderne, nummereret fra 101 og deltager desuden i driften af linjerne under bussystemet Apolo7 og visse linjer Traverciel-buslinjerne.
- RATP-forstadsbus fra 100 til 199
- RATP-forstadsbus fra 200 til 299
- RATP-forstadsbus fra 300 til 399
- RATP-forstadsbus fra 400 til 499
- RATP-forstadsbus fra 500 til 599
- Deltagelse i Apolo7
- Deltagelse i Traverciel

Indtil 31. december 2008 deltog RATP sammen med Veolia Transport i driften af linjerne under Veolia TRA, men fra 1. januar 2009 har Veolia Transport helt overtaget dem igen.

### Natbuslinjerne Noctilien
Sammen med de franske jernbaner SNCF driver RATP en natbustjeneste, Noctilien, der har erstattet en tidligere tjeneste ved navn Noctambus.

### Specielle linjer
RATP driver forskellige linjer, der karakteriseres som "specielle" :
| Linje            | Endestation                                             | Kører |
| ---------------- | ------------------------------------------------------- | --- |
| Roissybus (352)  | Paris-Opéra Métro – Charles de Gaulle-lufthavn          | Alle dage, også aften, på hele strækningen                                                                           |
| Orlybus (283)    | Paris-Denfert-Rochereau Métro RER – Orly lufthavn       | Alle dage, også aften, på hele strækningen                                                                           |
| TVM (14)         | Antony - La Croix de Berny RER – Saint-Maur-Créteil RER | Alle dage 24 t/24 på strækningen Rungis Marché International – Saint-Maur-Créteil RER ved forbindelsen Noctilien N71 |
| La Colombe (586) | Fresnes – L'Haÿ-les-Roses – Chevilly-Larue              | Fra mandag til lørdag på hele strækningen                                                                            |
| t-IGR (580)      | Villejuif-Louis Aragon Métro – Arcueil-Laplace RER      | Alle dage på hele strækningen.                                                                                       |
| Castor (652)     | Invalides Métro RER – Gare d'Austerlitz Métro RER       | Alle dage, også aften, på hele strækningen, når der er arbejde på RER-jernbanelinje (typisk om sommeren).            |

### Bylinjer
RATP driver nogle "bylinjer" i visse forstadsbyer:
| - Asnières-sur-Seine (535) - Asnières-sur-Seine/Gennevilliers (RiverPlaza (577)) - Bondy (TUB (546)) - Boulogne-Billancourt (SUBB (571)) - Choisy-le-Roi (582) - Clamart (Clamibus (579)) - Clichy ((TUCo & TUCe (574)) - Colombes (566) - Deuil-la-Barre (556) - Drancy (551) - Fontenay-aux-Roses (594) | - Fontenay-sous-Bois (524) - Issy-les-Moulineaux (TUVIM (589)) - Les Lilas (515) - Malakoff (L'Hirondelle (597)) - Meudon (TIM (569)) - Montrouge (Montbus (526)) - Nanterre (559a, 559b & P'tibus (357)) - Neuilly-sur-Seine (La Navette (576)) - Nogent-sur-Marne (514) - Noisy-le-Sec (545) - Pantin (330) | - Les Pavillons-sous-Bois (547) - Puteaux (Buséolien 1 (541a) & Buséolien 2 (541b)) - Rueil-Malmaison (563, 564) - Saint-Ouen (L'Audonienne (537)) - Suresnes (AS Suresnes a (544a), AS Suresnes b (544b), AS Suresnes c (544c), AS Suresnes d (544d) & 563) - Valenton (104v) - Villiers-sur-Marne (307) |

### Valouette
Den 1. oktober 2007 dannedes et transportnetværk for at betjene området omkring Val de Bièvre under navnet Valouette. Det driver 7 linjer i fællesskab mellem communauté d'agglomération du Val de Bièvre og RATP :
- v1 (542) : Dette er den "centrale linje" som skaber forbindelse fra nord til syd og giver mulighed for at skifte til alle de øvrige linjer. Rutens busser kører med 30 minutters interval fra mandag til fredag fra kl. 7 til 19 og på lørdage fra kl. 9 til 19, bortset fra særlige fridage.
- v2 (583) : Denne "sydlige linje" forbinder l'Haÿ-les-Roses og Fresnes. Den kører fra mandag til fredag fra kl. 7:10 til 18:40 og på lørdage fra 8:30 til 12:15, bortset fra på særlige fridage.
- v3 (581) : Cachan. ;
- v4 (562) : Betjener Arcueil.
- v5 (584) : Betjener Gentilly.
- v6 (593) : Betjener Kremlin-Bicêtre ;
- v7 (585) : Hovedruten til betjening af Villejuif. Hed tidligere 185v.

## Drift

### Materiel
Per 11. november 2008 bestod RATP's buspark af tilsammen 4.127 køretøjer, hvoraf 3.552 standardbusser, 437 ledbusser og 138 mini-/midibusser.
- 216 Renault R 312 3-dørs (under ombygning)
- 416 Renault R 312 2-dørs
- 1.629 Renault Irisbus Agora standard (V0-V2-V3) plus 419 Agora-Line, 426 Agora-L og 90 Agora GNV
- 395 Irisbus Citelis Line
- 180 Heuliez GX 317, hvoraf 57 Citybus GPL
- 70 Mercedes Citaro
- 205 MAN NL223 og 15 MAN Lion's City ledbusser på RATP-buslinje 183
- 136 Scania Omnicity (125 standard & 16 ledbusser)
- 20 irisbus citélis 18

samt minibusserne :
- Heuliez GX 77 H ; GX 117 og GX 127 ; Mercedes Sprinter ; 33 Gruau Microbus og Gepebus Oreos 55E og 3 ACEV stylus 54 OA 412 DK

### Buscentre
RATP har etableret garageanlæg fordelt rundt om i Paris og forstæderne med bl.a. den opgave at foretage reparation og forebyggende vedligeholdelse af materiellet.
Den forebyggende vedligeholdelse foretages i forhold til bussernes køretid, og omfatter en månedlig gennemgang, der skiftevis er en simpel kontrol af dækkene og efterpåfyldning af væske og hver anden måned en mere gennemgribende kontrol, som omfatter en række justeringer og eftersyn af svinghjul og bremser.
Reparationer foretages, når egentlige svigt konstateres. Der er installeret et fører-system-interface (ICS), som opsamler data om bussens funktion, og det kan transmittere oplysningerne via infrarød kommunikation til et vedligeholdelsessystem (SAM), hvor de verificeres af de ansvarlige for vedligeholdelsen. . RATP forestår selv den tekniske kontrol med busserne ifølge en autorisation udstedt af den regionale myndighed for Industri, Forskning og Udstyr.
- Centre i Paris : Belliard, Croix-Nivert, Lagny, Lebrun, Montrouge & Point-du-Jour.
- Centre i forstæderne : Asnières, Charlebourg (La Garenne-Colombes), Fontenay, Malakoff & Nanterre (92); Aubervilliers, Bords de Marne (Neuilly-Plaisance), Flandre (Pantin), Les Lilas, Les Pavillons, Pleyel (Saint-Denis) & Saint-Denis (93); Créteil, Quais de Seine - Ivry, Saint-Maur, Thiais & Vitry (94); Bussy-Saint-Georges (77); Massy (undercenter til Montrouge) (91).

Bastille er hovedcenter for reparationer, Championnet det centrale garageanlæg og Michelet er center for bugsering.

### Driftspersonale
Buscentrene råder over personale med de nødvendige specialuddannelser som f.eks. mekanikere, elektrikere, vognmalere og lagerpersonale. Reparationsholdene ledes hver af en vedligeholdelseschef, og første hold møder kl. 4 om morgenen for at klargøre eventuelle havarerede busser inden morgenens myldretid, mens de øvrige hold dækker resten af dagtiden.

### Takster og finansiering
Takstsystemet er ens for alle Paris' buslinjer, og der er ligeledes et fælles abonnementssystem. En almindelig billet giver adgang til at rejse ubegrænset, herunder at skifte til andre bus- eller sporvognlinjer, i en time og 30 minutter fra rejsen påbegyndes. I modsætning hertil gælder billetten ikke til Paris' metrosystem og heller ikke til forstadstogene, RER. Lufthavnsbusser Orlybus og Roissybus har et særligt takstsystem, men kan benyttes af passagerer med abonnementskort uden ekstra betaling.
RATP står for finansieringen af alle driftsudgifter til linjerne, vedligeholdelsen, anskaffelser af materiel og lønninger. Eftersom billettakster og prisen på abonnementskort er fastlagt ved politisk beslutning, dækker indtægterne herfra ikke de reelle udgifter ved den offentlige transport. Underskuddet dækkes derfor at det styrende organ, STIF, hvis øverste præsident fra 2005 har været præsidenten for Île-de-Frances regionalråd, og som i øvrigt ledes af lokalt valgte politikere. STIF fastsætter de generelle retningslinjer for driften, herunder den daglige køretid og bushyppigheden. Dækningen af driftsunderskuddet kræver et årligt tilskud på 3,5 milliarders euro til transportselskaber, og beløb kommer dels fra en særlig virksomhedsskat til dækning af offentlig transport (kaldet versement transport), og dels ved bidrag fra de lokale administrative enheder..

### Trafiktal
I 2006 var der seks parisiske buslinjer, som befordrede mere end ti millioner rejsende. I faldende orden var det: PC 3 med 17,1 millioner, PC 1 med 16 millioner (før sporvognslinje T3 gik i drift), PC 2 med 15,6 millioner, linje 62 med 14,6 millioner, linje 95 med 11,3 millioner og linje 27 med 11 millioner.
I forstæderne ligger linje 183 (Porte de Choisy – Aéroport d'Orly) i spidsen med 16 millioner rejsende, fulgt af linje 304 (Nanterre-La Boule – Asnières-Gennevilliers) med 14,6 millioner og linje TVM med 14,2 millioner.

## OpenTour
OpenTour er en regelmæssig buslinje i Paris med åbne dobbeltdækkerbusser beregnet på sightseeing for turister. Den drives af et selskab, som blandt andet RATP og Cityrama deltager i, og som omfatter fire forskellige rundture med navnene« Paris Grand Tour », « Montparnasse – Saint-Germain », « Bastille – Bercy » og « Montmartre – Grands-Boulevards ».
Til disse busser kan købes et turistpas, som gælder en eller to dage fra første brug, og hvor man i perioden kan foretage ubegrænsede af- og påstigninger.

## Optile-busserne
Busnettet Optile (Organisation professionnelle des transports d'Île-de-France) ledes af et konsortium af private selskaber og betjener især de mellemste og ydre forstæder (grande couronne).